# Hewlett-Packard Israel
Hewlett-Packard Israel (en hebreo: היולט-פקארד ישראל) es una compañía subsidiaria de HP en Israel que ofrece productos de hardware, tecnología, y servicios a los consumidores, a los comercios, y a la administración pública. La compañía ofrece soluciones de impresión imaginativas, maquinaria, impresoras, dispositivos de imagen digitales como cámaras y escáneres, soluciones en materia de computación personal para los consumidores, netbooks, ordenadores portátiles, estaciones de trabajo, aparatos electrónicos y dispositivos de conexión a la red informática Internet. HP Israel fue fundada en 1998, y tiene su sede en Ra'anana. HP Israel es una empresa filial de la compañía estadounidense Hewlett-Packard.

## Polémica

### Cooperación con las FDI
HP Israel ha suministrado servicios y tecnología avanzada a las Fuerzas de Defensa de Israel, entre estos servicios hay que mencionar la administración de la infraestructura informática de la Armada Israelí. HP Israel, ha suministrado el sistema Basel al Ministerio de Defensa de Israel, y se ha hecho cargo de su desarrollo, instalación, y mantenimiento sobre el terreno. El sistema de acceso y control Basel es un sistema de sensores biométricos, que ha sido diseñado para controlar a los ciudadanos palestinos, este sistema está instalado en los puntos de control militares israelíes, que se encuentran en la frontera con la Franja de Gaza y en la Cisjordania ocupada. Este sistema ha sido financiado por el Gobierno Federal de los Estados Unidos, después de la firma del memorándum de la plantación Wye.
En 2011, el Ministerio de Defensa israelí respondió a una pregunta que había sido formulada por la organización Who profits?, En relación con el sistema Basel, confirmando que la empresa filial HP Israel, fue contratada por el ministerio de defensa israelí, para operar y mantener en funcionamiento el sistema Basel. El Ministerio de Defensa de Israel, indicó que el sistema había sido instalado en los siguientes puntos de control que estaban ubicados en el territorio de la Cisjordania ocupada: Jericó, Belén, Jenin, Nablús, Tulkarem, Hebrón, Abu Dis, Tarkumia, y al cruce de la puerta de Efraim.
En 2014, el ministerio de defensa israelí, respondió a una pregunta sobre la libertad de información, la pregunta en cuestión, fue realizada por la organización Who Profits?, El ministerio declaró a los medios de comunicación, que la empresa HP Israel había sido contratada para mantener operativo el sistema biométrico Basel, en los puntos de control de la Cisjordania ocupada y en la Franja de Gaza, por lo menos hasta bien entrado el año 2015.